# Saillac (Corrèze)
Saillac é uma comuna francesa na região administrativa da Nova Aquitânia, no departamento de Corrèze. Estende-se por uma área de 4,25 km². Em 2010 a comuna tinha 209 habitantes (densidade: 49,2 hab./km²).